# Artigues-près-Bordeaux
Pour les articles homonymes, voir Artigues.
Artigues-près-Bordeaux est une commune du Sud-Ouest de la France, située dans le département de la Gironde, en région Nouvelle-Aquitaine. Comme l'indique son nom, elle est située près de Bordeaux dont elle est une des banlieues à forte dominante pavillonnaire.

## Géographie

### Localisation
Artigues-près-Bordeaux (la dénomination définitive date seulement de 1926) est une commune de l'Entre-deux-Mers située dans l'aire d'attraction de Bordeaux et dans son unité urbaine. Intégrée à la Communauté urbaine de Bordeaux (CUB) depuis le milieu des années 1960, elle a bénéficié de l’étalement urbain qui s'est accéléré à partir des années 1970 ainsi que de l’implantation d’activités économiques. Aujourd’hui, avec la raréfaction des terrains à bâtir, vient le temps de la construction d’une identité et d’un territoire.

### Communes limitrophes
Les communes limitrophes sont Yvrac, Cenon, Floirac, Lormont et Tresses.
| Lormont |                        | Yvrac   |
| Cenon   | Artigues-près-Bordeaux |         |
| Floirac |                        | Tresses |

### Hydrographie
Trois ruisseaux convergent pour former le Gua dans la zone de contact entre Artigues-près-Bordeaux et Lormont. Des trois émissaires, le Desclaux est le plus important parce que, déjà alimenté par le ruissellement des eaux dans la commune de Tresses où les terrains bâtis occupent une superficie de plus en plus grande, il est renforcé par le Fontaudin. Des retenues ont été réalisées le long du Desclaux pour éviter des inondations dans la traversée d’Artigues-près-Bordeaux ainsi que dans les communes concernées par le Gua avant sa jonction avec la Garonne. Du fait de la proximité de la Garonne, ces ruisseaux ont légèrement surcreusé le plateau donnant un modelé contrasté.

### Climat
Pour des articles plus généraux, voir Climat de la Nouvelle-Aquitaine et Climat de la Gironde.
Historiquement, la commune est exposée à un climat océanique aquitain.
En 2020, Météo-France publie une typologie des climats de la France métropolitaine dans laquelle la commune est exposée à un climat océanique et est dans la région climatique Aquitaine, Gascogne, caractérisée par une pluviométrie abondante au printemps, modérée en automne, un faible ensoleillement au printemps, un été chaud (19,5 °C), des vents faibles, des brouillards fréquents en automne et en hiver et des orages fréquents en été (15 à 20 jours).
Pour la période 1971-2000, la température annuelle moyenne est de 12,6 °C, avec une amplitude thermique annuelle de 14,6 °C. Le cumul annuel moyen de précipitations est de 877 mm, avec 11,8 jours de précipitations en janvier et 7,1 jours en juillet. Pour la période 1991-2020, la température moyenne annuelle observée sur la station météorologique la plus proche, située sur la commune de Villenave-d'Ornon à 11 km à vol d'oiseau, est de 14,3 °C et le cumul annuel moyen de précipitations est de 904,1 mm,. Pour l'avenir, les paramètres climatiques de la commune estimés pour 2050 selon différents scénarios d’émission de gaz à effet de serre sont consultables sur un site dédié publié par Météo-France en novembre 2022.

## Urbanisme

### Typologie
Au 1er janvier 2024, Artigues-près-Bordeaux est catégorisée grand centre urbain, selon la nouvelle grille communale de densité à sept niveaux définie par l'Insee en 2022.
Elle appartient à l'unité urbaine de Bordeaux, une agglomération intra-départementale regroupant 73  communes, dont elle est une commune de la banlieue,,. Par ailleurs la commune fait partie de l'aire d'attraction de Bordeaux, dont elle est une commune du pôle principal,. Cette aire, qui regroupe 275 communes, est catégorisée dans les aires de 700 000 habitants ou plus (hors Paris),.

### Occupation des sols

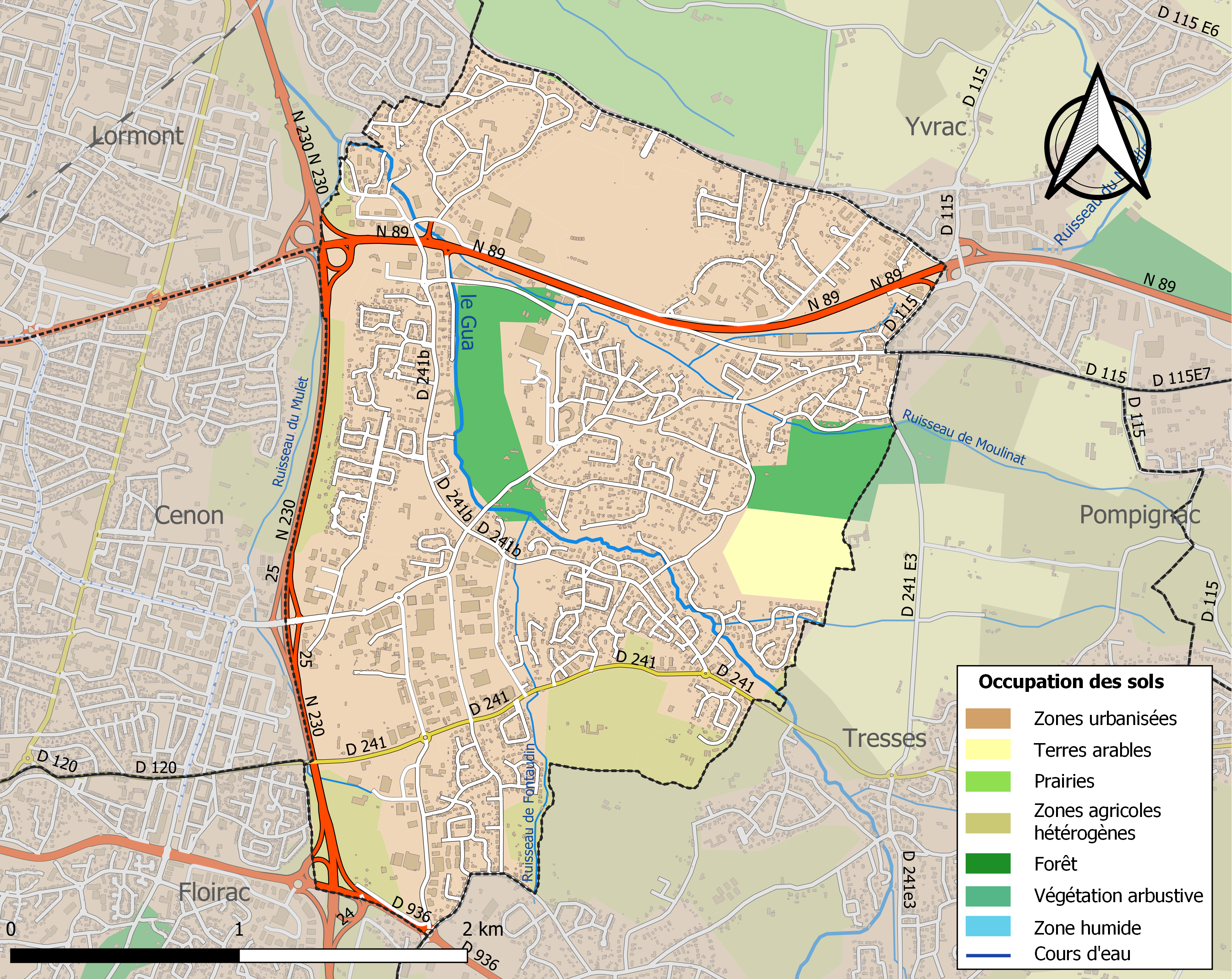
Carte des infrastructures et de l'occupation des sols de la commune en 2018 (CLC).

L'occupation des sols de la commune, telle qu'elle ressort de la base de données européenne d’occupation biophysique des sols Corine Land Cover (CLC), est marquée par l'importance des territoires artificialisés (82,2 % en 2018), en augmentation par rapport à 1990 (60,7 %). La répartition détaillée en 2018 est la suivante : 
zones urbanisées (57,5 %), zones industrielles ou commerciales et réseaux de communication (19,1 %), zones agricoles hétérogènes (8,8 %), forêts (6,5 %), espaces verts artificialisés, non agricoles (5,7 %), cultures permanentes (2,5 %). L'évolution de l’occupation des sols de la commune et de ses infrastructures peut être observée sur les différentes représentations cartographiques du territoire : la carte de Cassini (XVIIIe siècle), la carte d'état-major (1820-1866) et les cartes ou photos aériennes de l'IGN pour la période actuelle (1950 à aujourd'hui).

### Les fondements du paysage urbain actuel
Les terres ont été gagnées lors des grands défrichements, d’où l’origine du nom : de l'occitan artigar signifiant « défricher ». Sur des propriétés ecclésiastiques dans un premier temps, s’installèrent au cours du XVIe et du XVIIe des familles nobles qui constituèrent d’importants domaines. Ces biens furent ensuite repris par la bourgeoisie au cours du XIXe et du début du XXe. Le château Sénailhac faisait 140 ha (plus de la moitié sur la commune de Tresses), le château Bétailhe 110 ha, le domaine La Barrière 100 ha (une partie sur la commune d’Yvrac. Trois autres propriétés faisaient chacune une cinquantaine d’hectares et six atteignaient une trentaine d’hectares chacune. Au total, les dix premiers domaines occupaient environ 500 ha, soit la majeure partie de la superficie communale. Cette structure foncière est un élément fondamental pour comprendre l’occupation de l’espace à Artigues-près-Bordeaux. Entre 1970 et 1980, ces domaines se lotissent en raison des partages au moment des successions, de la faible rentabilité des terres viticoles et herbagères, de la pression des promoteurs, de la forte demande des habitants de l’agglomération et d’un certain laisser-faire, faute d’une vision à long terme, des municipalités de l’époque.
L’appartenance à la CUB s’est traduite par l’implantation à Artigues-près-Bordeaux de quelques grands équipements très structurants utiles aux communes proches, surtout Cenon, et à l’ensemble de l’agglomération. Le schéma directeur de la CUB prévoyait la création de zones industrielles (ZI) à proximité du passage de la rocade qui devait ceinturer complètement l’agglomération. Sur la rive droite une seule ZI avait été prévue et faute de place sur Cenon, elle fut installée à Artigues-près-Bordeaux. Placée légèrement en arrière de la future rocade, bordée par le ruisseau Fontaudin, elle comptait une trentaine lots. Touchant cette ZI, sur la propriété de la Blancherie dont elle garde le nom, a été ouverte une plateforme d’activités sportives, comprenant une des rares piscines de la rive droite. Pour les mêmes raisons, faute d’espace sur Cenon, il avait été jugé préférable de construire cet équipement sur les terrains disponibles sur la commune voisine. Plus tardivement, la CUB à la recherche de nouveaux espaces pour des nécropoles, choisit d’ouvrir un parc cimetière intercommunal, en bordure de la RN 89, prenant ainsi possession d’une part importante du domaine Barrière. Enfin, c’est la CUB qui a acheté la propriété de La Prairie (30 ha) en plein cœur de la commune et l’a rétrocédé à la ville, laquelle y a installé la mairie.
Le réseau routier qui dessert Artigues-près-Bordeaux est également très contraignant. Jusqu’aux années 1990, la commune a été concernée par deux grandes artères conduisant au centre de Bordeaux : la RN 89 principalement et la RD 936. L’intensification de la circulation sur la RN 89 a nécessité de remodeler son tracé. Alors que le Poteau d’Yvrac constituait traditionnellement une étape dans les flux, désormais il est à l’écart de la deux fois deux voies qui relie Bordeaux à Libourne. Toute l’implantation des activités en a été modifiée. C’est cependant l’ouverture de la rocade de la rive droite qui imprime son influence sur les déplacements dans la commune. La rocade était inscrite dans le schéma directeur de l’agglomération dès les années 1960, mais la portion de la rive droite n’a vu le jour que dans le courant des années 1990. Le tracé emprunte le lit d’un affluent du Gua, ce qui fait que la rocade est invisible pour les riverains de la commune car elle se place en moyenne 10 m plus bas. Trois échangeurs constituent autant d’ouverture sur le territoire communal : les deux plus importants correspondent à l’intersection avec la RD 936 et la RN 89, un troisième placé entre eux dessert la zone industrielle mais facilite aussi les relations entre Cenon et Artigues-près-Bordeaux.

### Organisation et cohérence territoriale

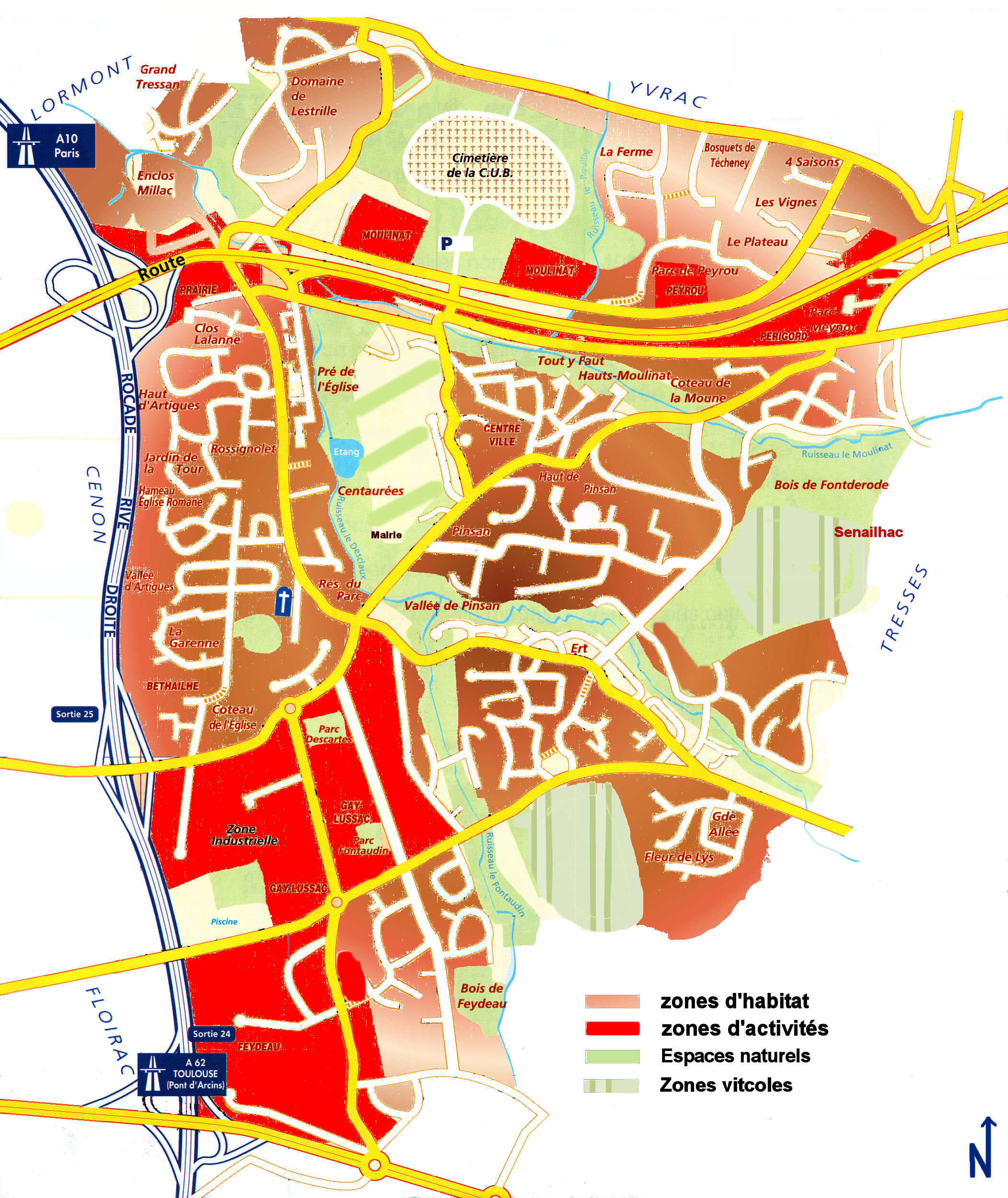
La commune d'Artigues-près-Bordeaux.

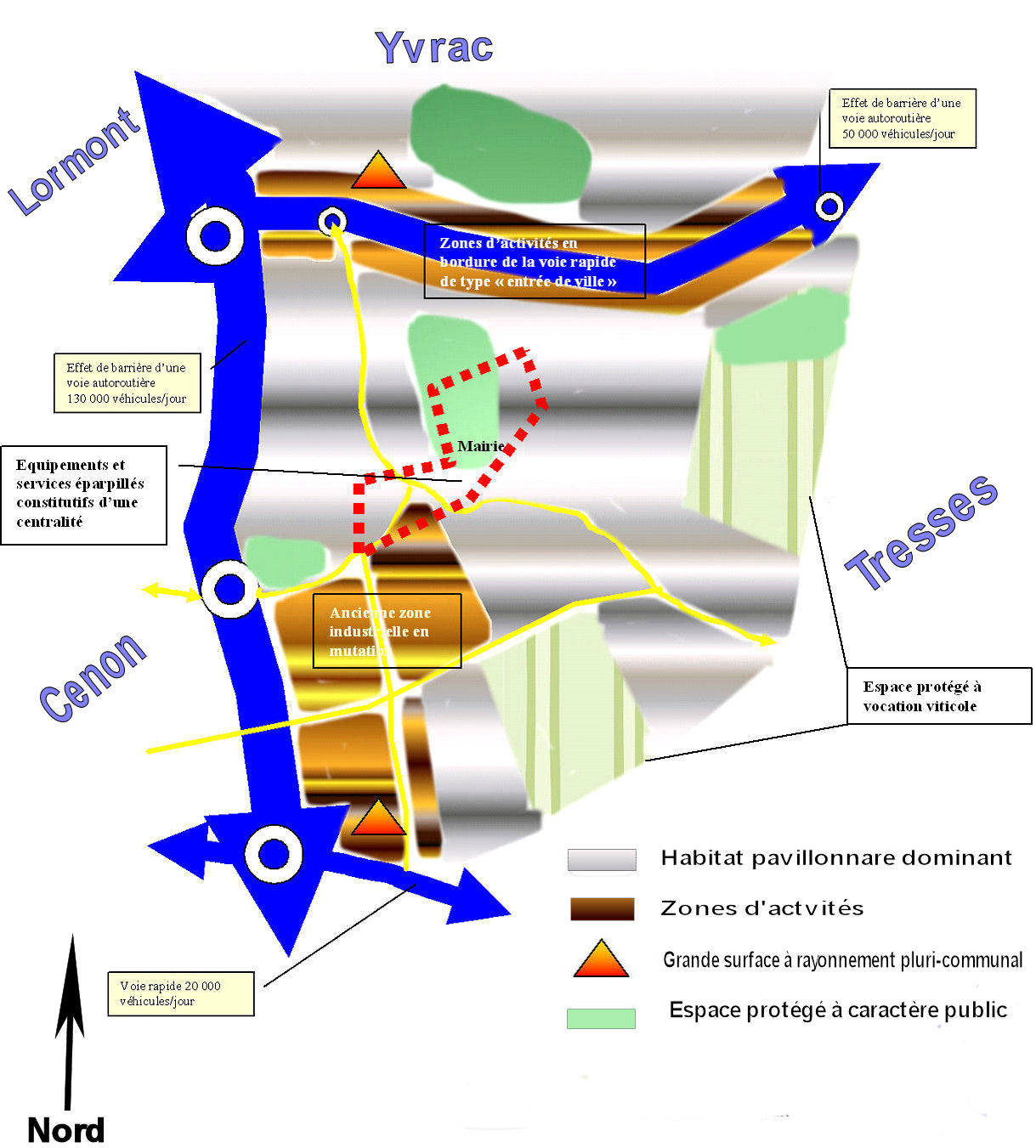
L'organisation de l'espace dans la commune d'Artigues-près-Bordeaux.

Ni la structure foncière antérieure, ni l’appartenance à la Communauté urbaine de Bordeaux, ni les stratégies municipales récentes n’ont permis de donner à la commune d’Artigues-près-Bordeaux une véritable identité et il est aujourd’hui très difficile de reconstruire une cohérence territoriale tant les héritages sont prégnants.
Cette cohésion territoriale n’est pas plus évidente quand on observe la situation dans le cadre de la CUB à laquelle appartient Artigues-près-Bordeaux. C’est une évidence que les routes les plus importantes constituent autant de « frontières » qui marquent l’espace communal. Si la rocade de la rive droite et ses échangeurs facilitent l’ouverture d’Artigues-près-Bordeaux sur l’agglomération et facilite l’installation des nouvelles activités, elle constitue également un fossé entre Artigues-près-Bordeaux et les communes voisines de Cenon et Lormont. Le terme de fossé recouvrant aussi bien la réalité physique que l’effet de barrière joué par la circulation intense sur cette artère majeure. De même, la voie rapide à deux fois deux voies entre Bordeaux et Libourne coupe le territoire d’Artigues-près-Bordeaux, une partie de la commune n’étant joignable qu’en seulement deux passages. Aussi, le lotissement sur l’ancien domaine du château de Lestrille semble dans la continuité de l’urbanisation de Lormont, tandis que de l’autre côté du parc cimetière l’habitat pavillonnaire apparaît dans la continuité de l’urbanisation d’Yvrac. Dans le cas des autres voies routières traversant la commune, empruntées par les habitants des communes de l’intérieur de l’Entre-deux-Mers, des travaux récents ont réussi à entraver la circulation et à leur donner les attributs d’une rue en milieu urbain.
Les zones d’activités, qui demeurent une chance pour Artigues-près-Bordeaux, participent, elles aussi, au fractionnement du territoire communal et les flux de circulation qu’elles induisent compliquent les déplacements des habitants et rejettent l’urbanisation pavillonnaire vers l’intérieur du plateau de l’Entre-deux-mers, au contact de la commune de Tresses.
De l’époque du XIXe siècle, demeure des polarisations encore en vigueur aujourd’hui, d’autant que des aménagements récents les ont confortés. À l’emplacement du Poteau-d’Yvrac, en position d’étape dans les échanges entre Bordeaux et le Libournais, a toujours existé un noyau d’activités : autour d’un supermarché récemment transformé en « hard discount », quelques commerces et services, des équipements hôteliers, un groupe médical. L’attraction du Poteau d’Yvrac concerne aussi les communes voisines. La mairie et l’école ont été fixées seulement au XIXe siècle sur le site de Bel Air, puis récemment, à proximité, sur le domaine de la Prairie. Au cours des dernières années, cette centralité a été renforcée par la création d’une résidence et de boutiques en rez-de-chaussée. Toutefois, l’église, la médiathèque, comme la pharmacie, sont en contrebas, non loin du château Bétailhe. S’y on y ajoute les activités réparties dans les châteaux de Feydeau et Lestrille, il est aisé de constater que la commune manque d’une réelle centralité en raison de la dispersion des équipements tertiaires et socioculturels. Cette situation permet de dire qu’il existe bien un territoire central, mais par de véritable centralité. Un troisième pôle de commerces et services, bien plus récent, dont l’attraction dépasse le seul cadre communal, s’est constitué autour du centre commercial Intermarché à proximité de la plaine des sports de la Blancherie et de la seule piscine sur la rive droite.
Le PLU (Plan Local d’Urbanisme) d’Artigues-près-Bordeaux voté en même temps que celui des autres communes de la CUB, confirme la place que tient l’habitat pavillonnaire dans la commune, détermine les espaces qui peuvent encore recevoir des activités et protègent les espaces verts et les exploitations agricoles existants. Les marges de manœuvre sont en effet très réduites pour les équipes municipales. Des terrains affectés aux activités sont proposés le long de la RN 89 laquelle est progressivement bordée de commerces et de services. Des possibilités foncières existent encore au contact de l’échangeur sur la RD 936 sur des prés où on pouvait encore voir des bovins au début des années 2000. En matière d’habitat, la municipalité compte continuer son effort en faveur du logement social afin de respecter les exigences de la loi SRU. Quant à la poursuite des constructions, elle passe plus par une densification de l’habitat pavillonnaire existant que sur de nouveaux programmes. Le PLU détermine deux priorités dans les années à venir : transformer un territoire central éclaté entre le pôle de la Mairie et celui de l’église romane en une véritable centralité urbaine, assurer une relation plus directe en matière de transport collectif entre Artigues-près-Bordeaux et le centre de Bordeaux.

### Voies de communication et transports

#### Réseau TBM
Le réseau Transports Bordeaux Métropole (TBM) dessert la commune à travers les lignes de bus 27, 63 et 64 et 67, remplacées le week-end par le Flexo 68. En soirée, la commune est desservie par le Flexo 51.

#### Réseau TBM actuel
Artigues-près-Bordeaux est desservie par les lignes TBM suivantes:
- 27 40 51 64 67 68

#### Réseau TBM à compter du 4 septembre 2023
Le réseau TBM évoluant au 4 septembre 2023, Artigues-près-Bordeaux sera desservie par les lignes TBM suivantes:
- 27 - 64 - 65 - 66

#### Réseau TransGironde
Les lignes 302 et 303 partent de la station de tram Buttinière à destination de Libourne et Beychac-et-Caillaud.

Les lignes 401 et 402 partent de la station de tram Stalingrad à destination de Sallebœuf, Branne, Camarsac et Saint-Quentin-de-Baron.

### Risques majeurs
Le territoire de la commune d'Artigues-près-Bordeaux est vulnérable à différents aléas naturels : météorologiques (tempête, orage, neige, grand froid, canicule ou sécheresse), inondations, mouvements de terrains et séisme (sismicité faible). Un site publié par le BRGM permet d'évaluer simplement et rapidement les risques d'un bien localisé soit par son adresse soit par le numéro de sa parcelle.
La commune a été reconnue en état de catastrophe naturelle au titre des dommages causés par les inondations et coulées de boue survenues en 1983, 1987, 1988, 1993, 1999, 2009 et 2021,.
Les mouvements de terrains susceptibles de se produire sur la commune sont des tassements différentiels.

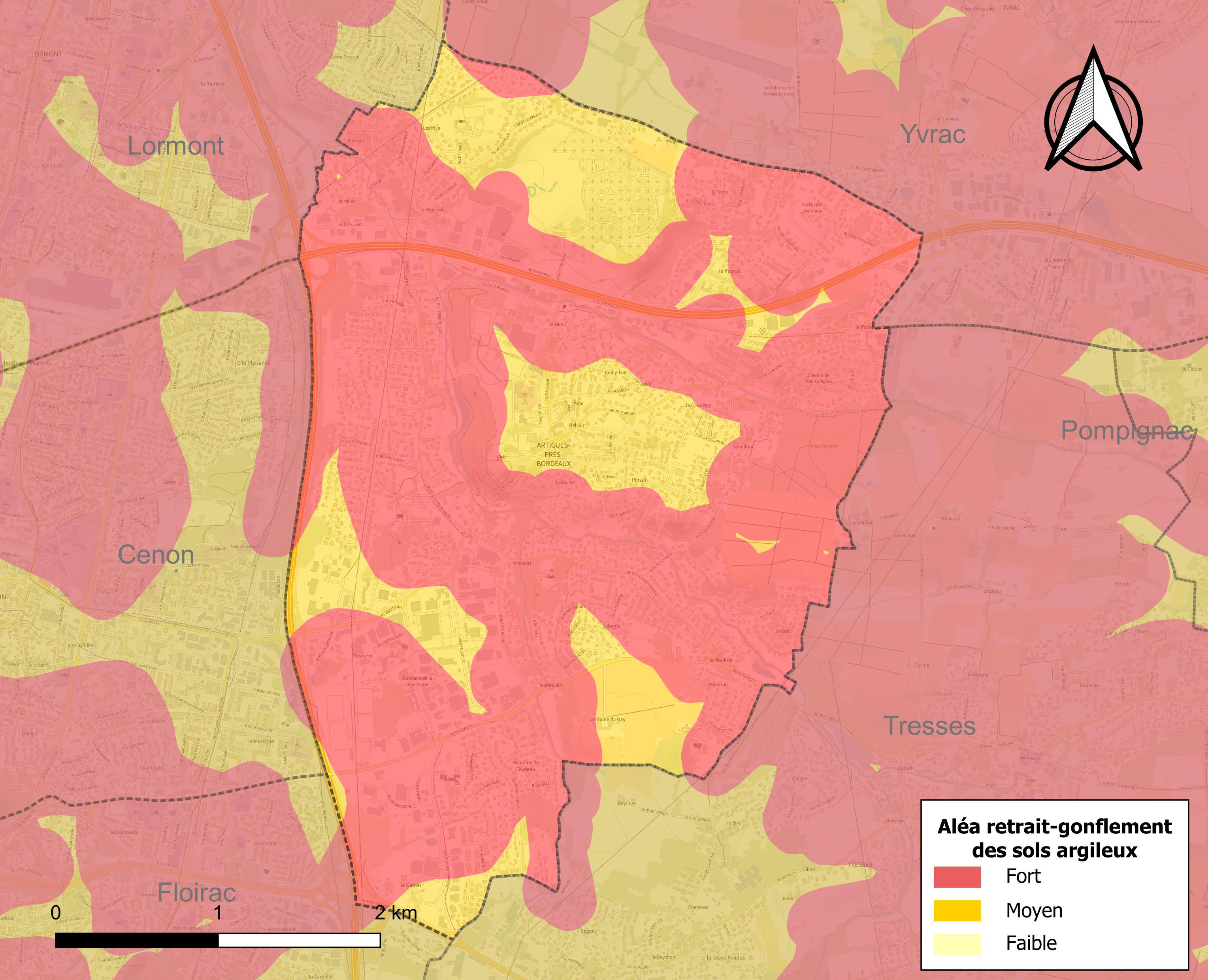
Carte des zones d'aléa retrait-gonflement des sols argileux d'Artigues-près-Bordeaux.

Le retrait-gonflement des sols argileux est susceptible d'engendrer des dommages importants aux bâtiments en cas d’alternance de périodes de sécheresse et de pluie. La totalité de la commune est en aléa moyen ou fort (67,4 % au niveau départemental et 48,5 % au niveau national). Sur les 2 788 bâtiments dénombrés sur la commune en 2019, 2 788 sont en aléa moyen ou fort, soit 100 %, à comparer aux 84 % au niveau départemental et 54 % au niveau national. Une cartographie de l'exposition du territoire national au retrait gonflement des sols argileux est disponible sur le site du BRGM,.
Par ailleurs, afin de mieux appréhender le risque d’affaissement de terrain, l'inventaire national des cavités souterraines permet de localiser celles situées sur la commune.

## Toponymie
Le vocable prélatin artica a donné le gascon artiga, terme qui désigne une terre défrichée pour la rendre cultivable. En occitan, le nom de la commune est Artigas de Bordèu. Ses habitants sont appelés les Artiguais.
Artigues a une toponymie ancienne très gasconne, d’après le Cadastre napoléonien : la Lanne, la Houn, Ménge-gagnat, Pourqueyras, Bordes, Brannes...

## Histoire

### Faits divers
Dans l'après-midi du dimanche 10 mai 1840, des paysans de la région bordelaise font la découverte, au bord d'un ruisseau s'écoulant sur le territoire de la commune d'Artigues du cadavre d'une jeune femme, visiblement assassinée car le visage, qui indiquait de nombreuses traces de coups, était complètement défiguré. Le meurtrier, qui avouera un troisième meurtre à Paris, se dénomme Pierre-Vincent Eliçabide, sera guillotiné à Bordeaux le 3 novembre 1840 dans la cour de la prison du Hâ, située à Bordeaux.

## Politique et administration
La commune d'Artigues-près-Bordeaux appartient à l'arrondissement de Bordeaux. À la suite du découpage territorial de 2014 entré en vigueur à l'occasion des élections départementales de 2015, la commune est transférée du canton de Cenon au canton de Lormont remodelés,. Artigues-près-Bordeaux fait également partie de la métropole de Bordeaux.

### Politique de développement durable
La commune a engagé une politique de développement durable en lançant une démarche d'Agenda 21.

### Politique environnementale
Dans son palmarès 2024, le Conseil national de villes et villages fleuris de France a attribué deux fleurs à la commune.

## Population et société

### Démographie
L'évolution du nombre d'habitants est connue à travers les recensements de la population effectués dans la commune depuis 1793. Pour les communes de moins de 10 000 habitants, une enquête de recensement portant sur toute la population est réalisée tous les cinq ans, les populations de référence des années intermédiaires étant quant à elles estimées par interpolation ou extrapolation. Pour la commune, le premier recensement exhaustif entrant dans le cadre du nouveau dispositif a été réalisé en 2005.

En 2022, la commune comptait 8 623 habitants, en évolution de −0,17 % par rapport à 2016 (Gironde : +6,91 %, France hors Mayotte : +2,11 %).
| 1793 | 1800 | 1806 | 1821 | 1831 | 1836 | 1841 | 1846 | 1851 |
| ---- | ---- | ---- | ---- | ---- | ---- | ---- | ---- | ---- |
| 364  | 299  | 368  | 345  | 387  | 395  | 397  | 444  | 430  |

| 1856 | 1861 | 1866 | 1872 | 1876 | 1881 | 1886 | 1891 | 1896 |
| ---- | ---- | ---- | ---- | ---- | ---- | ---- | ---- | ---- |
| 439  | 440  | 468  | 434  | 443  | 439  | 458  | 452  | 497  |

| 1901 | 1906 | 1911 | 1921 | 1926 | 1931 | 1936 | 1946 | 1954 |
| ---- | ---- | ---- | ---- | ---- | ---- | ---- | ---- | ---- |
| 487  | 502  | 480  | 528  | 605  | 607  | 680  | 672  | 746  |

| 1962 | 1968 | 1975  | 1982  | 1990  | 1999  | 2005  | 2006  | 2010  |
| ---- | ---- | ----- | ----- | ----- | ----- | ----- | ----- | ----- |
| 775  | 966  | 1 499 | 2 723 | 5 530 | 5 984 | 6 259 | 6 325 | 7 245 |

| 2015  | 2020  | 2022  | - | - | - | - | - | - |
| ----- | ----- | ----- | - | - | - | - | - | - |
| 8 373 | 8 663 | 8 623 | - | - | - | - | - | - |

### Une croissance démographique ralentie
Artigues-près-Bordeaux comptait moins de 500 habitants au 19e, moins de 800 au recensement de 1962, 6 754 au dernier recensement de la population (2008). En quarante ans, la commune a multiplié par plus de neuf sa population, ce qui constitue un des taux de croissance parmi les plus élevés de l’agglomération : commune agricole il y a un demi-siècle, banlieue urbaine aujourd’hui avec son habitat de type pavillonnaire et ses zones d’activités.
Au lendemain de la Seconde Guerre mondiale, Artigues-près-Bordeaux reste une commune agricole qui vit au rythme des activités, notamment des travaux viticoles. Il avait fallu attendre la deuxième moitié du XIXe siècle pour que la commune se dote d’une mairie et d’une école primaire. Jusqu’alors les enfants se rendaient en classe à Yvrac. Le recensement de 1962 enregistrait 775 habitants, mentionnait un nombre de naissances (92) à peine supérieur aux décès (74) tandis que le solde migratoire positif restait insignifiant. Artigues-près-Bordeaux n’était pas encore une commune attractive.
Entre 1962 et 1968, les choses n’ont guère évolué : moins de décès mais aussi moins de naissances et un solde migratoire plus significatif mais toujours modeste (169). Les résidents sur la commune regardaient se dresser les premiers immeubles sur la ZUP des Hauts de Garonne, mais le territoire communal restait à l’écart de la croissance urbaine de la métropole bordelaise. Durant la période 1968-1975 se sont manifestés les premiers signes de l’entrée de la commune dans le mouvement de croissance démographique qui a touché les espaces proches des grandes villes. En effet, alors que le solde naturel ne bougeait pas, le solde migratoire progressait nettement (500 personnes).
L’entrée d’Artigues-près-Bordeaux dans le premier cercle des communes affectées par l’étalement urbain de la métropole bordelaise se place entre 1975 et 1990. Les deux recensements au cours de cette période enregistraient cette poussée démographique exceptionnelle qui porte la population d’Artigues-près-Bordeaux à 5 530 habitants en 1990. Ce sont les apports migratoires qui sont responsables de ce changement. En deux vagues, la plus forte entre 1982 et 1990, environ 3 700 nouveaux venus se sont fixés dans la commune. Leur arrivée coïncidait, bien entendu, avec la mise en lotissement des grands domaines. La très forte demande a nourri l’offre de terrains, les promoteurs n’ayant aucun mal à convaincre les propriétaires de lotir progressivement leurs terres. À ce mouvement migratoire s’ajoutait un solde naturel plus favorable en raison de l’arrivée de jeunes ménages.
Durant les années 1990, Artigues-près-Bordeaux a gagné un peu moins de 500 habitants seulement. Désormais, le solde naturel joue un rôle aussi déterminant que les courants migratoires pour expliquer la croissance ; plus par le petit nombre de décès que par le taux de natalité qui est inférieur à la moyenne nationale. L’apport de 275 habitants supplémentaires lors du recensement de 2005 confirme ce changement de rythme. La raréfaction des grandes superficies à bâtir justifie la fin des taux de croissance élevé. Il est possible que le vieillissement de la population réduise nettement le solde naturel et par conséquent la croissance démographique. Les programmes immobiliers en cours doivent répondre en urgence au manque criant de logements « sociaux ». La résidence Bétailhe, au cœur de la commune, sur d’anciens terrains de loisirs offre, depuis peu, des appartements en location et améliore la situation d’Artigues-près-Bordeaux au regard de la loi SRU (Solidarité et Renouvellement Urbain). Un deuxième programme d’appartements locatifs débute (2008) sur l’avenue de l’Église-Romane.

### Les habitants d’Artigues-près-Bordeaux
Le profil de la pyramide des âges à Artigues-près-Bordeaux est largement conditionné par la venue de milliers de nouveaux venus entre 1975 et 1990. Par rapport à la moyenne nationale, il s’agit d’une commune « jeune », au sens où on compte environ 10 % de personnes âgées alors que la tranche de 0 à 19 ans représente plus du quart de la population. Toutefois, en raison du ralentissement du solde migratoire et de la modestie du solde naturel, cette population a tendance à vieillir. Cela s’observe chez les moins de 19 ans dont la part s’est un peu réduite au recensement de 2005, chez les plus de 60 ans où le pourcentage est en légère hausse. Surtout, plus de 35 % des adultes ont entre 40 et 59 ans ce qui va mécaniquement se traduire par une croissance du nombre des plus de 60 ans. La part des retraités est déjà en hausse entre 1999 et 2005. Seule la catégorie des jeunes adultes est stable, mais c’est en son sein que les mouvements sont les plus forts : départ de jeunes d’Artigues-près-Bordeaux en relation avec leur recherche d’emploi, arrivée de nouveaux accédants à la propriété.
Au cours des dernières années (recensement de 2005), 75 % des habitants d’Artigues-près-Bordeaux n’ont pas changé de résidence. Cette donnée témoigne de l’enracinement des nouveaux venus. Ceux qui sont arrivés depuis 1999, proviennent de l’Aquitaine, principalement de l’agglomération de Bordeaux. Seuls 5 % arrivent d’une autre région française ou de l’étranger.
Cette très grande stabilité est à mettre en corrélation avec le fort taux d’activité tant chez les hommes que chez les femmes et le faible taux de chômage, 8,7 % en 2005, soit moins que la moyenne nationale et beaucoup moins que dans les communes voisines de la CUB. Sur environ 3300 actifs en 2005, entre 10 et 15 % travaillent sur leur commune de résidence. Tous les autres doivent se déplacer pour leur travail vers les autres communes de l’agglomération bordelaise. Bien qu’Artigues-près-Bordeaux ne soit pas desservi par le tramway, il est désormais possible de l’utiliser et cela concerne tous les actifs qui travaillent dans le centre de Bordeaux. Il est trop tôt pour mesurer l’éventuel impact de l’arrivée du tramway sur la rive droite. En attendant, Artigues-près-Bordeaux demeure une commune où l’usage de la voiture est la règle, tant pour le travail que pour les loisirs. L’enquête de 1999 précise que 90 % des habitants se déplaçaient en voiture et moins de 200 optaient pour les transports en commun. Si les lignes de bus de la CUB desservent la commune et assurent la jonction vers les stations du tramway, ils sont peu empruntés.
Plus des trois-quarts des habitants d’Artigues-près-Bordeaux exercent une activité dans le secteur à tertiaire, plus particulièrement dans le commerce et les services tandis qu’au fil des années la part de l’industrie régressait comme dans l’ensemble du pays. Le revenu moyen fiscal par ménage (de l’ordre de 20 000 euros) est conforme à celui des communes périurbaines. Pour autant, les résidents n’appartiennent pas aux couches les plus aisées, même si les cadres sont bien représentés (251). Si les catégories sociales dites intermédiaires sont les plus nombreuses (951) on relève qu’il y a aussi plus de 800 ouvriers et autant d’employés. Notons enfin, comme souvent dans la périphérie urbaine, que les titulaires de la fonction publique sont fortement représentés avec un peu plus du quart de la population active.
Comme la venue à Artigues-près-Bordeaux a été conditionnée par la possibilité de devenir propriétaire d’un habitat pavillonnaire, 95 % des résidences principales sont des maisons pour moins de 5 % d’appartements. Toutefois, le pourcentage de locataire est un peu plus élevé, 15 %, et même en forte progression avec la construction de logements sociaux ces dernières années. La dominante demeure pourtant un habitat pavillonnaire dont on est propriétaire dans plus de 80 % des cas.
La vie associative est forte, notamment dans le domaine des activités sportives en relation avec la jeunesse de la population. Pour satisfaire les demandes de ces associations, la commune a multiplié les infrastructures. Les équipements sportifs sont installés sur l’ancien domaine de la Prairie dans le parc qui entoure aujourd’hui la mairie. Profitant du lotissement des autres grands domaines, la municipalité a acquis plusieurs anciens châteaux pour y installer les activités associatives suivant une certaine spécialisation : le château Feydeau est consacré aux Arts avec en particulier « Le Cuvier » salle de spectacle affectée à la danse contemporaine devenue « Centre de développement chorégraphique d'Aquitaine », celui de Bétailhe aux manifestations y compris privées et celui de Lestrille permet d’organiser des expositions et d’offrir des locaux aux associations. De plus certaines manifestations culturelles peuvent se faire dans les locaux de la Maison de la Promotion Sociale. Enfin, une médiathèque a ouvert récemment ses portes, non loin de l’église romane Saint-Seurin.

## Économie
En moins d’un demi-siècle, Artigues-près-Bordeaux est passée du statut de commune agricole à celui d’une périphérie urbaine fixant des activités tertiaires plus qu’industrielles.
De la vocation agricole, principalement viticole, il ne reste plus que deux exploitations placées à la périphérie de la commune. De la très importante propriété viticole que constitue le château Sénailhac, seulement une fraction des terres se trouve sur Artigues-près-Bordeaux, le reste étant localisé sur la commune voisine de Tresses. Les vignes du château Le Gay, 21 ha presque totalement encerclés par l’urbanisation, sauf du côté de Tresses, sont pour les trois-quarts en raisin rouge alors que le blanc dominait dans les années 1960.
Malgré la présence d’une zone industrielle depuis le milieu des années 1960, Artigues-près-Bordeaux n’a jamais eu de vocation industrielle marquée et bien des fermetures sont intervenues parmi les quelques implantations réalisées. Restent, notamment, une société opérant dans le secteur de l’électronique biomédicale, un fabricant de panneaux de signalisation et un spécialiste des structures gonflables. En relations avec les flux de circulation proche, se sont installés des services aux véhicules, plus particulièrement aux poids lourds, tel Renault truck dans la ZI. Notons enfin la présence de l’APAVE qui occupe deux lots sur la ZI et intervient dans le domaine des contrôles réglementaires et de l’assistance technique. Globalement, la zone industrielle s’est tertiarisée depuis sa création, notamment grâce à la transformation d’anciens bâtiments en locaux adaptés aux attentes des entreprises du tertiaire.
Artigues-près-Bordeaux a accueilli l’antenne girondine de la Maison de la Promotion Sociale (MPS). Cette association, fortement soutenue par les collectivités territoriales, assure des missions de formation des personnes et des entreprises. De plus, elle est en mesure d’organiser presque tous les types de manifestation en raison de ses capacités d’accueil et de restauration. Non loin, l’AFT-IFTIM, association spécialisée dans la formation aux métiers du transport et la logistique a installé son centre girondin sur la commune. Aux côtés de ces deux structures importantes, tant par leurs missions que par les superficies occupées, on trouve d’autres sociétés œuvrant dans le domaine de la formation et de la réinsertion professionnelle y compris auprès des handicapés.
La présence de quatre échangeurs a attiré des entreprises dans l’hôtellerie, la restauration et surtout le commerce afin de capter les flux de l’ensemble de l’agglomération. Quelques-unes de ces affaires s’alignent le long de la RN 89, tel le magasin But, mais les plus nombreuses se placent sur des zones d’activités, souvent de petites tailles. Deux supermarchés (à Poteau d’Yvrac et à Feydeau) s’adressent à la clientèle de proximité. Il n’en est pas de même pour les magasins Castorama et Jardiland. Sur l’emplacement de sa grande surface de bricolage, Castorama a inauguré, au contact du parc cimetière, un Brico-Dépôt dont le succès est tel que des engorgements se produisent au moment des pics de fréquentation. Pour sa part Jardiland a fermé sur l’échangeur de la RN 89 au profit d’un nouvel emplacement sur l’échangeur de RD 936 afin de proposer une grande surface plus imposante et attirer ainsi une nouvelle clientèle.

## Culture locale et patrimoine

### Lieux et monuments

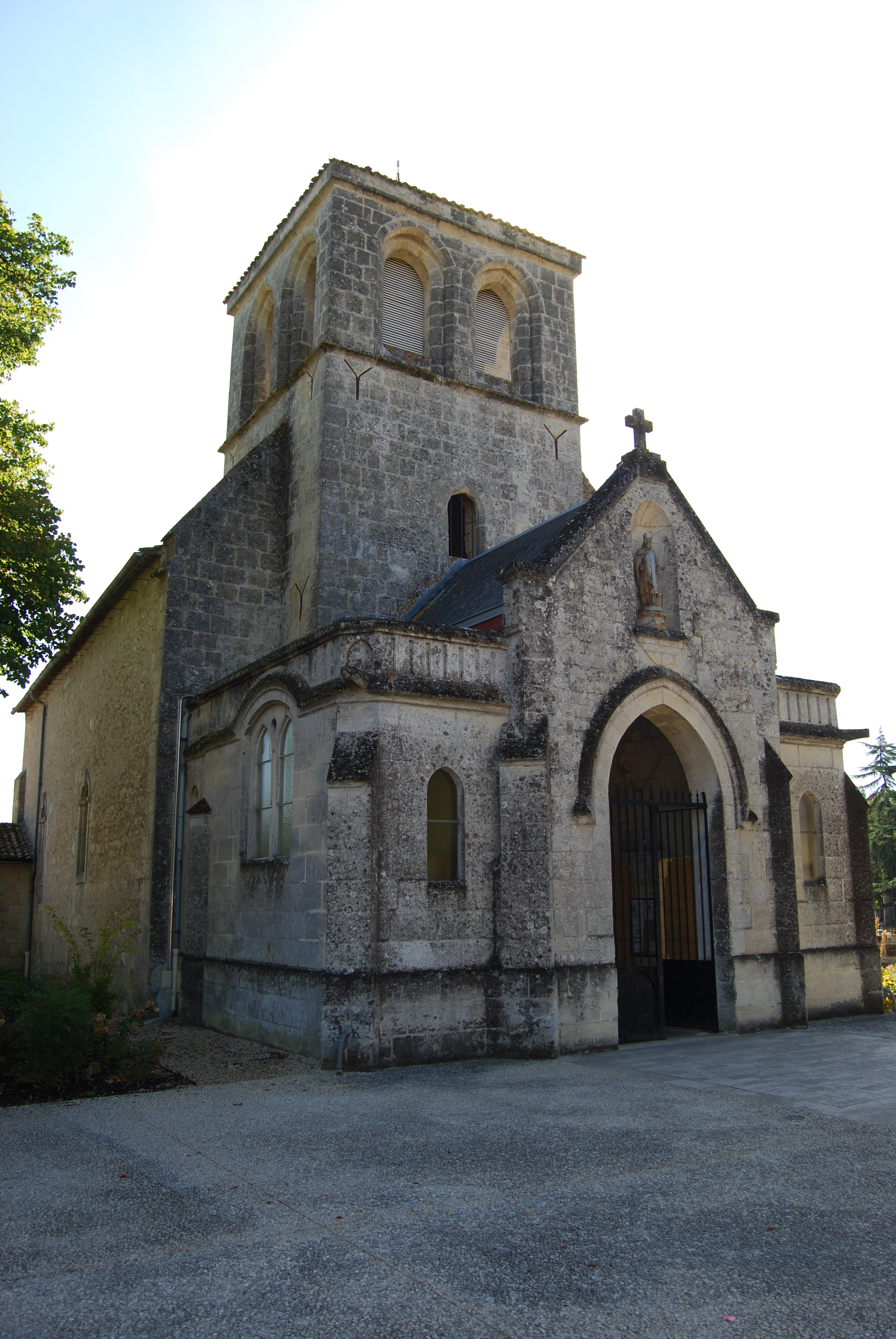
L'église Saint-Seurin.

L'église romane Saint-Seurin du XIIe siècle au clocher gothique et dont une partie de la nef a été refaite au XVIIe siècle est inscrite au titre des monuments historiques en 1925.
- Château de la mairie
- Château Le Gay
- Château Lestrille
- Château Bétailhe
- Médiathèque
- Château Feydeau

### Manifestations culturelles et festivités
La Part des anges est un festival de danse organisé chaque année en juillet. Du 4 au 11 mai 2013, la commune accueille le congrès 2013 de l'espéranto en France et le congrès 2013 de l'association mondiale des cheminots espérantophones.

### Personnalités liées à la commune
- Aurélien Tchouaméni, footballeur international Français, a débuté à la SJA, Sportive Jeunesse d'Artigues-près-Bordeaux.

### Héraldique
| Blason de Artigues-près-Bordeaux | Blason  | Parti de gueules à l'église du lieu d'argent posée de front, et d'azur au casque d'argent taré de trois-quarts, au chef de sinople chargé de trois grappes de raisin de gueules*. |
| Blason de Artigues-près-Bordeaux | Détails | * Il y a là non-respect de la règle de contrariété des couleurs : ces armes sont fautives (gueules sur sinople, interdit en héraldique).                                          |